# Acmaeodera atactospilota
Acmaeodera atactospilota är en skalbaggsart som beskrevs av Frederic Westcott 1971. Acmaeodera atactospilota ingår i släktet Acmaeodera och familjen praktbaggar. Inga underarter finns listade i Catalogue of Life.